# Thüringisch-Fränkische Schieferstraße
Die Thüringisch-Fränkische Schieferstraße ist eine touristische Themenstraße und verbindet für den Schieferbergbau und die Schieferverarbeitung bedeutende Orte in drei Naturparks. In den Naturparks Frankenwald, Thüringer Wald und Thüringer Schiefergebirge/Obere Saale liegt das Thüringisch-Fränkische Schiefergebirge, ein Höhenzug, der schon durch seinen Namen auf seine erdgeschichtliche Entstehung hinweist.
Die ca. 96 km lange Schieferstraße verläuft durch Thüringen und Franken von Steinach über Spechtsbrunn, Ebersdorf bei Coburg, Ludwigsstadt, Probstzella, Marktgölitz, Oberloquitz, Reichenbach, Schaderthal, Unterloquitz, Hockeroda, Leutenberg, Grünau, Lehesten, Lichtentanner Mühle, Dachschiefergrube Bärenstein, Schmiedebach, Technisches Denkmal Historischer Schieferbau/Schieferpark Lehesten, Röttersdorf, Oßla, Wurzbach, Grumbach, Rodacherbrunn und Markt Nordhalben nach Geroldsgrün.
Von der Thüringisch-Fränkischen Schieferstraße werden folgende Museen und Bergwerke erfasst:
- Schiefermuseum Ludwigsstadt
- Deutsches Schiefermuseum, Steinach
- Schieferpark Lehesten, Lehesten
- Schieferwerk Lotharheil, Geroldsgrün
- Schaubergwerk Morassina, Schmiedefeld